# Hương Chữ
Hương Chữ là một phường thuộc thị xã Hương Trà, thành phố Huế, Việt Nam.

## Địa lý
Phường Hương Chữ có vị trí địa lý:
- Phía đông giáp quận Phú Xuân
- Phía tây giáp phường Hương Xuân
- Phía nam giáp xã Hương Bình và quận Phú Xuân
- Phía bắc giáp phường Hương Xuân và xã Hương Toàn.

Phường Hương Chữ có diện tích 15,85 km², dân số năm 2011 là 9.288 người, mật độ dân số đạt 586 người/km².

## Hành chính
Phường Hương Chữ được chia thành 8 tổ dân phố: An Đô, La Chữ Đông, La Chữ Nam, La Chữ Thượng, La Chữ Trung, Phụ Ổ 1, Phụ Ổ 2, Quê Chữ.

## Lịch sử
Trước đây, Hương Chữ là một xã thuộc huyện Hương Trà.
Ngày 11 tháng 3 năm 1977, huyện Hương Trà sáp nhập với các huyện Phong Điền và Quảng Điền thành huyện Hương Điền, xã Hương Chữ thuộc huyện Hương Điền.
Ngày 11 tháng 9 năm 1981, Hội đồng Bộ trưởng ban hành Quyết định số 64-HĐBT về việc sáp nhập các thôn Thanh Chữ, Cổ Bưu, Bổn Trì, Bổn Phổ, An Lưu thuộc xã Hương Chữ vào thành phố Huế (nay là một phần phường Hương An).
Ngày 29 tháng 9 năm 1990, huyện Hương Trà được tái lập, xã Hương Chữ trở lại thuộc huyện Hương Trà.
Ngày 15 tháng 11 năm 2011, Chính phủ ban hành Nghị quyết 99/NQ-CP. Theo đó, chuyển huyện Hương Trà thành thị xã Hương Trà và thành lập phường Hương Chữ trên cơ sở toàn bộ 1.585 ha diện tích tự nhiên, 9.288 người của xã Hương Chữ.
Ngày 30 tháng 11 năm 2024:
- Quốc hội ban hành Nghị quyết số 175/2024/QH15[6] về việc thành lập thành phố Huế trực thuộc trung ương trên cơ sở toàn bộ diện tích và dân số tỉnh Thừa Thiên Huế (nghị quyết có hiệu lực từ ngày 1 tháng 1 năm 2025).
- Ủy ban Thường vụ Quốc hội ban hành Nghị quyết số 1314/NQ-UBTVQH15[7] về việc sắp xếp đơn vị hành chính cấp huyện, cấp xã của thành phố Huế giai đoạn 2023 – 2025 (nghị quyết có hiệu lực từ ngày 1 tháng 1 năm 2025). Theo đó, phường Hương Chữ thuộc thị xã Hương Trà.

## Giao thông
- Hà Công
- Phú Lâm
- Trường Thi
- Phan Kế Toại
- An Đô
- Kha Vạn Câng
- Lê Quang Tiến